# Partido del Congreso Nacional de las Indias Occidentales
El Partido del Congreso Nacional de las Indias Occidentales (en inglés: West Indian National Congress Party) abreviado como Partido del Congreso, WINCP o CP, fue un partido político barbadense de ideología socialdemócrata e nacionalista fundado en 1944 por Wynter Crawford, hasta entonces miembro de la Liga Progresista de Barbados.
En las elecciones de noviembre de 1944 fue uno de los tres partidos que ganó ocho de los 24 escaños cada uno (junto a la Asociación de Electores de Barbados y el Partido Laborista de Barbados, sucesor de la Liga Progresista) y formó un gobierno de coalición con el BLP. En los comicios de 1946 perdió un escaño, quedándole siete, que se vieron reducidos a tan solo tres en 1948. En las elecciones de 1951, las primeras bajo sufragio universal, el partido disputó solo la circunscripción de St. Philip y obtuvo los dos escaños con Crawford y James Mottley como candidatos. Sin embargo, no volvió a disputar una elección y terminó disolviéndose poco después. Varios de sus integrantes (incluyendo el propio Crawford), se unieron al Partido Democrático Laborista antes de las elecciones de 1956.